# Antonio Cisneros
Antonio Alfonso Cisneros Campoy (Lima, 27 de dezembro de 1942 – Lima, 6 de outubro de 2012) foi um poeta peruano.
Reconhecido poeta peruano, da chamada Geração dos anos de 1960, também era tradutor e jornalista e lecionou em universidades do Peru, Estados Unidos e Europa. 
Ganhou vários prêmios como o Premio Iberoamericano de Letras José Donoso, 2004, e o Prêmio Casa de las Américas e Prêmio Iberoamericano de Poesía Pablo Neruda. Foi condecorado pelo Ministério Francês da Cultura com a Ordre des Arts et des Lettres.

## Obras
Suas poemas têm sido traduzidos por vários idiomas, como o chinês, grego, japonês.
Entre suas principais obras poéticas estão:
- "Destierro" (1961)
- "David" (1962)
- "Comentarios reales de Antonio Cisneros" (Premio Nacional de Poesía) (1964)
- "Canto ceremonial contra un oso hormiguero" (Prêmio Casa de las Américas) (1968)
- "Agua que no has de beber" (1971)
- "Como higuera en una campo de golf" (1972)
- "El libro de Dios y de los húngaros" (1978)
- "Crónicas del Niño Jesús de Chilca" (Premio Rubén Darío) (1981)
- "Agua que no has de beber y otros cantos" (1984)
- "Monólogo de la casta Susana y otros poemas" (1986)
- "Por la noche los gatos" (1988)
- "Poesía, una historia de locos" (1989)
- "Material de lectura" (1989)
- "Propios como ajenos" (1989) (1991) (2007)
- "Drácula de Bram Stoker y otros poemas" (1991)
- "Las inmensas preguntas celestes" (1992)
- "Poesía reunida" (1996)
- "Postales Para Lima" (1991)
- "Poesía" (3 volúmenes) (2001)
- "Comentarios reales"(2003)
- "Como un carbón prendido entre la niebla"(2007)
- "Un Crucero a las Islas Galápagos" (2005) (2007)
- "A cada quien su animal" (2008)
- "El caballo sin libertador" (2009)

Entre suas obras em prosa:
- "El arte de envolver pescado" (1990)
- "El libro del buen salvaje" (1995) (1997)
- "El diente del Parnaso (manjares y menjunjes del letrado peruano)" (2000)
- "Ciudades en el tiempo (crónicas de viaje)" (2001)
- "Cuentos idiotas (para chicos con buenas notas)" (2002)
- "Los viajes del buen salvaje (crónicas)" (2008)